# Journal d'un homme de 40 ans
 (octobre 2017).
Si vous disposez d'ouvrages ou d'articles de référence ou si vous connaissez des sites web de qualité traitant du thème abordé ici, merci de compléter l'article en donnant les références utiles à sa vérifiabilité et en les liant à la section « Notes et références ».
Journal d'un homme de 40 ans est une autobiographie de Jean Guéhenno parue en 1934 aux éditions Grasset. Cet ouvrage, dédié à J., raconte comment Guéhenno sent se dérouler le début de sa vie, depuis sa jeunesse à Fougères jusqu'à son début de travail d'instituteur. Il y aborde notamment son ressenti de la Première Guerre mondiale et de la naissance, dans le sang de ce conflit, de la conscience européenne.
Avec Journal des années noires, 1940-1944 (paru en 1947) et Carnets du vieil écrivain (en 1971), cet ouvrage constitue le premier de la trilogie autobiographique de Guéhenno.

## Résumé
L'ouvrage de Guéhenno est organisé en chapitres d'importances inégales, dont le titre évoque le contenu d'une manière plus ou moins directe.
I - Roi en sabots. Le récit débute en 1890, année de naissance de l'auteur, à F. (Fougères n'est jamais citée dans le texte). Il raconte son enfance, pauvre, d'abord chez sa nourrice, à la campagne (Saint-Germain-en-Coglès), petit roi innocent au milieu d'une nature complice. Il y fera néanmoins la première expérience de ce qui peut séparer les hommes, en y rencontrant le jeune maître d'un domaine voisin et s'enfuyant sans vraiment comprendre pourquoi il y avait une telle différence entre deux personnes si jeunes.
II - Où je suis initié au système européen. Son retour chez ses parents correspond à la venue du Président de la République à F., en 1896 (il s'agit alors de Félix Faure). Il décrit cet événement, bien qu'il soit sans importance du point de vue politique, comme étant un signal fort de ce qui lui paraîtra relever du sentiment d'appartenance à une nation et de la reproduction de ce schéma dans les autres pays européens.
III - Homme de série. Durant une dizaine d'années, il habite avec ses parents la maison Bruant, sorte de phalanstère mis à disposition des ouvriers d'une usine de cordonnerie. Au-delà de ses aïeux, tous de condition humble, son père, en quelque sorte meneur syndical, et sa mère, extrêmement laborieuse, font forte impression sur le jeune enfant. Ce père, qui n'aura jamais pardonné à sa femme de l'avoir "contraint" à travailler pendant une grève pour subvenir à ses besoins car elle était atteinte de bronchite, maladie des pauvres, lui aura de quelque manière inculqué une certaine façon de questionner l'ordre établi. Quant à sa mère, travaillant sans cesse à sa brouette (sa machine à coudre) en chantonnant "Combien j'ai douce souvenance / Du joli temps de mon enfance", elle lui donne l'impression d'une humilité perpétuelle d'un peuple la tête sur l'ouvrage puisqu'elle ne peut lever les yeux et encore moins réfléchir et aspirer à une condition meilleure. L'enfant, allant à l'école tout en étant apprenti au logis, observe tout cela d'un œil d'ores et déjà critique, constatant que son enfance va déjà s'amenuisant.
IV - L'Europe des enfants ou premiers souvenirs européens. L'auteur décrit ici notamment, non sans critique, une partie des savoirs et jeux inculqués aux enfants européens. C'est aussi le moment pour l'auteur de découvrir le savoir au travers des premiers livres qu'il emprunte à la bibliothèque municipale.
Il constate notamment combien il est facile pour les enfants de jouer à la seconde guerre des Boers, d'autant plus qu'entre 1895 et 1912, jamais il n'y a une paix totale sur le globe terraqué (Abyssinie, Chine, Soudan, Afrique australe, Mandchourie, Maroc, Tripolitaine, Balkans). Il questionne à cette occasion le rôle civilisateur du colon mais critique également la valse des coopérations entre pays.
V - Découverte d'un autre monde. Période correspondant à la fois à son passage au collège et comme employé de bureau, il découvre vers 1905, au cours de discussions avec un copain, fils de professeur de physique que même s'il n'est pas doué pour les sciences, c'est par la connaissance que l'on est en mesure de s'extirper de la condition dans laquelle se trouvent par exemple ses parents. La visite de Jean Jaurès, s'adressant aux camarades, lui fait toucher le vrai destin de l'humanité.
VI - Intellectuel. Il est question ici de son arrivée à Paris en 1908 et de ses années de Normale Sup, rue d'Ulm. Il évoque les amitiés qui s'y sont créées, les lectures et la découverte d'auteurs et de maîtres à penser. Il cite notamment André Gide, appelant à « ASSUMER LE PLUS D'HUMANITE ».
VII - La jeunesse morte. Début du conflit mondial, marqué par l'assassinat d'« un archiduc dont personne ne sait plus le nom ». L'auteur raille l'élan patriotique, qui prit soudain tout le monde, lui y compris, mais également tous les auteurs, des plus radicaux au plus modérés. Il part comme jeune officier, se retrouve à Vlamertinghe [sic], en Belgique, non loin d'Ypres.
VIII - L'inhumain. L'auteur décrit quelque peu son vécu de première ligne. Il n' y a ni d'actes de bravoure ni de description d'horreurs, simplement le cours des journées d'un homme qui veut survivre. Il y a la première interruption du récit pour une revue de presse, celle du 6 février 1933.
Le monde des livres, qu'il s'était construit jusqu'alors, se déconstruit petit à petit au contact de la ligne de front. Souvent à l'arrière, à la santé fragile, il apprend la mort de plusieurs de ses amis. Il raconte l'industrialisation de la guerre et l'utilisation de tous les moyens disponibles. Il en fit les frais, devant notamment haranguer la troupe qui devait partir le lendemain au front, après la reconstitution au centre de préparation.
IX - Le cantique de l'arc. Ce chapitre commence par la citation de ce cantique funèbre composé par David lors de la mort de Saül et Jonathan. Il relate sa blessure en mars 1915 et son séjour à l'hôpital. Il écrit un passage détaché du reste du récit, intitulé Méditation sur la mort inutile.
Déclaré inapte, il passe le restant de la guerre à s'occuper de la censure postale ou à diriger un établissement de rééducation des soldats aveugles du côté de Tours. Durant l'été 1917, il rend visite à Anatole France.
X - L'occasion manquée. Fin de guerre, Guéhenno regrette qu'essoufflés, las, les hommes n'aient mis à profit ce temps pour remettre en question les systèmes politiques en place mais se contentant de la « prime de démobilisation ». Il évoque le Traité de Versailles comme un accord entre dirigeants qui ne fait pas la part aux aspirations des peuples, durement éprouvés. De plus, il raille le soldat inconnu, pauvre bougre sur qui on rend désormais n'importe quel serment, justifiant parfois les pires initiatives.
C'est également le temps du retour à la vie civile, avec une promenade rue d'Ulm, où il constate, avec un camarade rescapé, que sa jeunesse n'est plus. Dans son village également, on compte les morts, et sa mère travaille toujours sur sa machine à coudre. L'auteur s'établit alors comme maître d'école.
XI - L'occasion retrouvée. Nouvelle revue de presse, la guerre approche. Il y a un bilan simple d'une période mouvementée.

## Thèmes
- Le thème principal de l'ouvrage est la Première Guerre mondiale. Évoquée plus que racontée, elle est toujours présente de manière plus ou moins forte. Elle est en effet l'événement majeur qui présida à la vie de l'auteur, des peuples et des nations en ce début de XXe siècle, qui trouve ses racines dans la fin du XIXe siècle.
- Tout au long de l'ouvrage, il est largement question de la politique internationale et de ses répercussions sur les classes laborieuses : « Pour ce qui est de la guerre, par exemple, je tiens que la pauvreté conduit bien mieux à la tranchée et à une mort héroïque qu'un seul des millions des Rothschild ». Il développe tout au travers de son ouvrage ses points de vue relatifs aux agissements des puissants (chefs de gouvernements, monarques, ploutocrates) et à leur surdité face aux revendications du peuple.
- Comme pendant au thème précédent, il constate qu'il est facile, avec très peu d'argent, de faire taire ce peuple. Toutefois, il garde un œil optimiste sur le progrès continu des hommes qui va vers le bonheur. Notamment, il cite deux événements comme étant des jalons de cette marche vers le bonheur universel, la Révolution française et la Révolution russe.
- Autre thème fortement présent dans l'ouvrage, l'amitié, notamment les amitiés perdues de la guerre.
- Il est également question de la jeunesse et du sentiment qu'elle a été volée à tous les hommes des peuples européens à cause de la guerre.
- L'ouvrage est très fortement imprégné des aspirations européennes de l'auteur. Il voit partout des raisons de se réjouir, de croire que le grand bain de sang n'aura pas été vain, et qu'une conscience forte de la haute valeur de l'homme pourra en naître. Il s'agit un peu de sa manière d'exprimer le "plus jamais ça" des anciens combattants avec lesquels il se trouve beaucoup de sentiments communs.
- Toutefois, ces aspirations sont parfois interrompues par ce qui constitue les prémices de la Seconde Guerre mondiale. Il arrête parfois sa narration pour donner une revue de presse des grands titres de 1933. Il cite certains événements qui vont à nouveau plonger le monde, plus particulièrement l'Europe, dans un conflit sanglant. Il est notamment question de l'accession d'Adolf Hitler au pouvoir en Allemagne, de Marlène Dietrich, de Jean Borotra[5], de l'incendie du Reichstag, de la visite de Pierre Cot à Moscou, de la National Recovery Administration aux États-Unis et de Fulgencio Batista à Cuba.